# 風配図

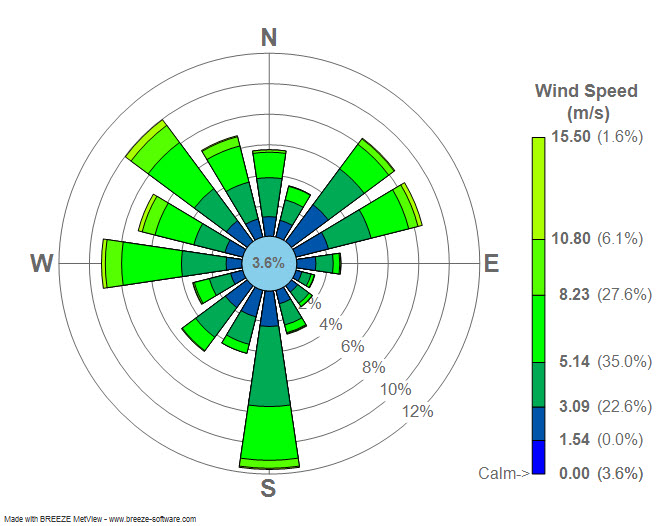
アメリカ・ニューヨーク州ラガーディア空港の風配図

羅針盤の方位

風配図（ふうはいず）またはウインドローズ(wind rose)とは、ある地点のある期間における、各方位の風向および風速の頻度を表した図。その場所の卓越風や、その他風の特徴を知ることを主な目的として作成される。

## 概要
その土地の風の傾向を知りたい場合、単純に数時間ごとの風向・風速のデータを一目するだけでは分からない場合がある。期間が長い場合は特にそうで、このようなときに風配図を作ると一目で風の傾向が分かる。
建築物を立てる際や土地利用を考える際などに用いられることがある。例えば、臭気が漏れる可能性のある畜産場や工場などを新たに作る際に風配図を用いて、住宅街の風上にならない土地を選定するといった予防措置が取れる。また、風力発電用の風車を立てる際に、年間を通して同一風向・一定以上の風力という安定した風が得られるような場所を探すのにも便利である。航空機は離陸・着陸ともに風上に向けて進行するため、滑走路建設にあたり、季節によって風向が変わることを考慮し年間を通じた風配図が用いられる。
風配図においては、中心点を中心に8方位～36方位（大体16方位が多い）程度に方位を分け、各方位において、その方位の風の出現頻度を色や棒の長さなどで表現する。また、各方位で、風速ごとに細分したり、時間ごとに細分したりする方法もあり、書き方によってさまざまな表現が可能である。完成した図は極座標表示のレーダーチャートのようなデザインをしている。
昔の図
現在では、N、NEなどの形で表記するが、昔はイタリアなどで吹く風の名に倣った表記がみられた。
| 方位 | 略称 | Heading      | 風の名称                                    |
| ---- | ---- | ------------ | ------------------------------------------- |
| 北   | N    | 0°           | トラモンターナ Tramontana                   |
| 北東 | NE   | 45° (45°×1)  | グレカーレ Greco、もしくはGrecale           |
| 東   | E    | 90° (45°×2)  | レバンテ Levante                            |
| 南東 | SE   | 135° (45°×3) | シロッコ Sirocco                            |
| 南   | S    | 180° (45°×4) | オスロト Ostro、Mezzogiorno                 |
| 南西 | SW   | 225° (45°×5) | リベッチョ Libeccio、Garbino                |
| 西   | W    | 270° (45°×6) | ポネンテ Ponente                            |
| 北西 | NW   | 315° (45°×7) | マエストラーレ、ミストラル Maestro、Mistral |